# Stijn Steels
Stijn Steels (født 21. august 1989 i Gent) er en tidligere professionel cykelrytter fra Belgien, der senest var på kontrakt hos World Tour-holdet Quick-Step Alpha Vinyl.
Han begyndte sin professionelle karriere i 2013. Men det var først i 2020 han kom op på World Tour-niveau, da han skiftede til Deceuninck-Quick Step på en toårig kontrakt.